# Charles Cornwallis, 1. Marquess Cornwallis

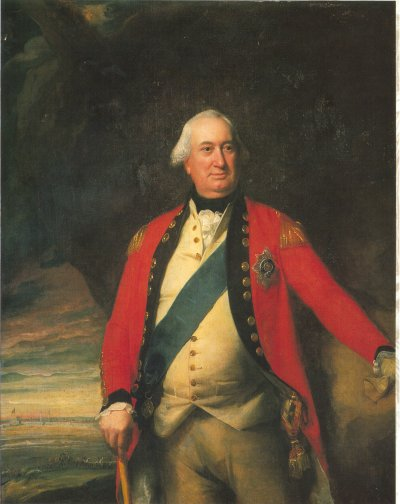
Charles Cornwallis, 1. Marquess Cornwallis, als Ritter des Hosenbandordens (1798)

Charles Cornwallis, 1. Marquess Cornwallis KG (* 31. Dezember 1738 in Grosvenor Square, London; † 5. Oktober 1805 in Ghazipur, Uttar Pradesh) war ein britischer General im Amerikanischen Unabhängigkeitskrieg, der später auch als Generalgouverneur von Indien diente.

## Herkunft
Cornwallis war der älteste Sohn von Charles Cornwallis, 5. Baron Cornwallis. Sein Vater wurde 1753 zum Earl Cornwallis erhoben. Seine Mutter war eine Nichte des ersten britischen Premierministers Robert Walpole. Sein Bruder war Admiral Sir William Cornwallis, sein Onkel Frederick Cornwallis Erzbischof von Canterbury.

## Jugend
Charles Cornwallis besuchte das Eton College, bevor er 1757 in die 1. Foot Guards eintrat. 1760 wurde er in das House of Commons gewählt. Zwei Jahre später wechselte er als Earl Cornwallis ins House of Lords, nachdem er diesen Titel beim Tod seines Vaters geerbt hatte.

## Karriere

### Siebenjähriger Krieg
Zwischenzeitlich kämpfte er im Siebenjährigen Krieg in Deutschland u. a. im Stab von John Manners, Marquess of Granby. Nach der Teilnahme an der Schlacht bei Minden kehrte er nach Großbritannien zurück, ging später jedoch wieder zurück auf den Kontinent, wo er an der Schlacht bei Vellinghausen teilnahm.

### Nordamerika

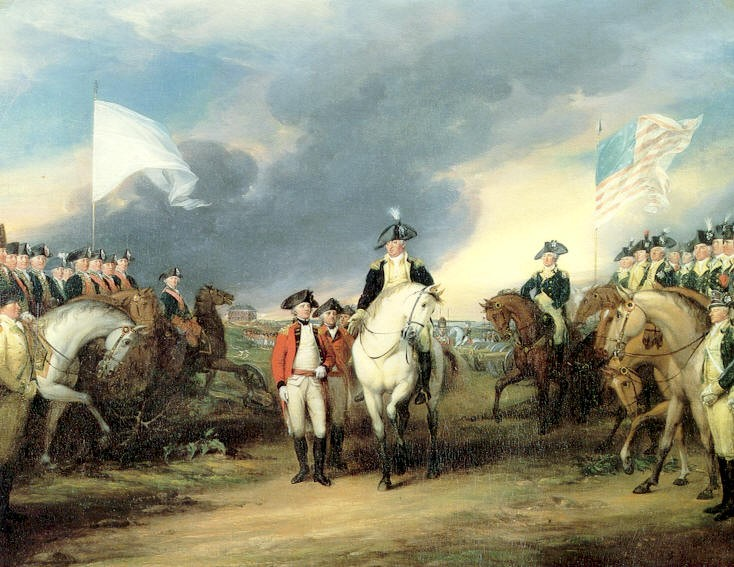
Die Amerikaner nehmen in Yorktown Lord Cornwallis und seine Armee am 19. Oktober 1781 gefangen: historisierendes Gemälde aus dem Jahr 1797 von John Trumbull

Nach dem Ausbruch des Amerikanischen Unabhängigkeitskrieges ging Cornwallis 1776 freiwillig nach Amerika. Hier kämpfte er anfangs erfolgreich, nahm Philadelphia ein und schlug am 16. August 1780 General Horatio Gates in der Schlacht bei Camden. Im September/Oktober 1781 wurde er aber von George Washington und dem Comte de Rochambeau bei Yorktown eingeschlossen und musste sich am 19. Oktober 1781 mit 8000 Mann ergeben, worauf er abberufen wurde. Beim Verlassen von Yorktown soll seine Kapelle The World Turned Upside Down gespielt haben. Infolge der Schlacht bei Yorktown erkannte Großbritannien im Frieden von Paris die Unabhängigkeit der ehemals britischen Kolonien an und beendete formal den Unabhängigkeitskrieg.

### Indien
1786 wurde Cornwallis mit dem höchsten britischen Orden, dem Hosenbandorden, ausgezeichnet. Im selben Jahr entsandte ihn der König als Generalgouverneur und Oberbefehlshaber nach Ostindien. Er reorganisierte das dortige Verwaltungs- und Steuersystem und führte auch einige juristische Reformen durch. Er teilte Bengalen in zwei Steuerbezirke. 1791 bekämpfte er Tipu Sultan von Mysore, siegte bei Bangalore und erzwang durch die Belagerung Seringapatams einen Frieden, der jenen die Hälfte seiner Staaten kostete.

### Irland
1793 wurde er abgelöst, kehrte nach Großbritannien zurück, wurde zum Marquess Cornwallis erhoben und Generalfeldzeugmeister (Master-General of the Ordnance). 1798 ging Cornwallis als Lord Lieutenant of Ireland nach Irland. Hier unterdrückte er durch energische Maßregeln die ausgebrochene Rebellion, schlug die an der irischen Küste gelandeten 1000 Franzosen unter General Humbert und stellte die Ruhe wieder her. Andererseits setzte er sich für die Katholikenemanzipation ein.
1801 war er Unterhändler bei den Friedensverhandlungen mit den Franzosen und unterzeichnete 1802 den Frieden von Amiens.

### Indien
Nach Abberufung von Richard Wellesley wurde Cornwallis wieder Generalgouverneur von Ostindien, er starb jedoch schon kurz nach seiner Ankunft in Indien. Sein Leichnam wurde in der Stadt Ghazipur bestattet; das Grab wird heute von der indischen Regierung weiter gepflegt. Das britische Parlament ließ ihm in der St Paul’s Cathedral in London ein Monument setzen.

## Film
In dem Film Der Patriot von Roland Emmerich mit Mel Gibson wurde Charles Cornwallis von dem Schauspieler Tom Wilkinson dargestellt.